# Sorex
Chuột chù nhắt (Sorex) là một chi động vật có vú trong họ Chuột chù, bộ Soricomorpha. Chi này được Linnaeus miêu tả năm 1758. Loài điển hình của chi này là Sorex araneus Linnaeus, 1758.

## Các loài
Chi này gồm các loài:
- Phân chi - Incertae sedis

- Sorex arizonae, Diersing y Hoffmeister, 1977.
- Sorex caecutiens, Laxmann, 1788.
- Sorex daphaenodon, Thomas, 1907.
- Sorex emarginatus, Jackson, 1925.
- Sorex isodon, Turov, 1924.
- Sorex mccarthyi
- Sorex merriami, Dobson, 1890.
- Sorex minutissimus, Zimmermann, 1780.
- Sorex planiceps, Miller, 1911.
- Sorex raddei, Satunin, 1895.
- Sorex saussurei, Merriam, 1892.
- Sorex sclateri, Merriam, 1897.
- Sorex shinto, Thomas, 1905.
- Sorex stizodon, Merriam, 1895.
- Sorex thibetanus, Kastschenko, 1905.
- Sorex trowbridgii, Baird, 1857.
- Sorex tundrensis, Merriam, 1900.
- Sorex ventralis, Merriam, 1895.
- Sorex veraecrucis, Jackson, 1925.

- Phân chi - Sorex (Sorex), Linneo, 1758.

- Sorex alpinus
- Sorex araneus
- Sorex arcticus
- Sorex averini
- Sorex bedfordiae
- Sorex caecutiens
- Sorex cylindricauda
- Sorex excelsus
- Sorex gracillimus
- Sorex hosonoi
- Sorex minutus
- Sorex raddei
- Sorex samniticus
- Sorex sinalis
- Sorex tundrensis
- Sorex yukonicus

- Phân chi - Sorex (Ognevia), Hepner y Dolgov, 1967.
- Phân chi - Sorex (Otisorex), De Kay, 1842.

- Sorex cinereus
- Sorex dispar
- Sorex fumeus
- Sorex hoyi
- Sorex macrodon
- Sorex madrensis
- Sorex milleri
- Sorex nanus
- Sorex oreopolus
- Sorex orizabae
- Sorex ornatus
- Sorex tenellus
- Sorex vagrans
- Sorex veraepacis

- Phân chi - Sorex (Drepanosorex)[2]†, Kretzoi, 1941.

- Sorex austriacus†
- Sorex margaritodon†
- Sorex praearaneus†
- Sorex savini†
- Sorex rupestris†

## Hình ảnh

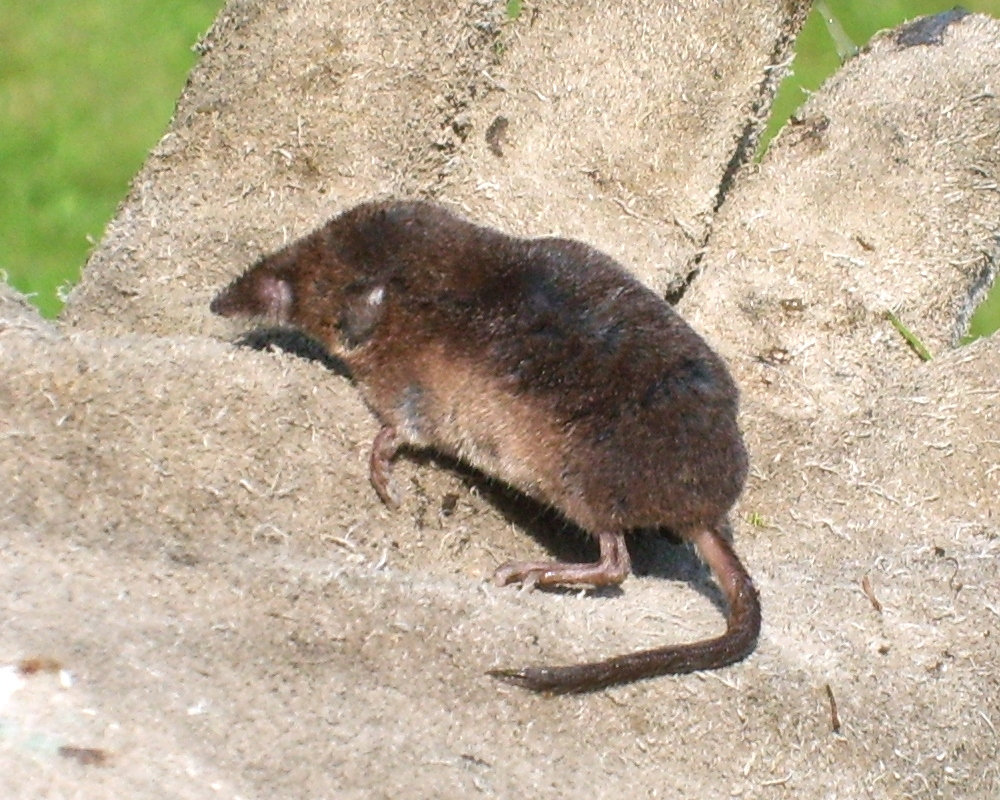
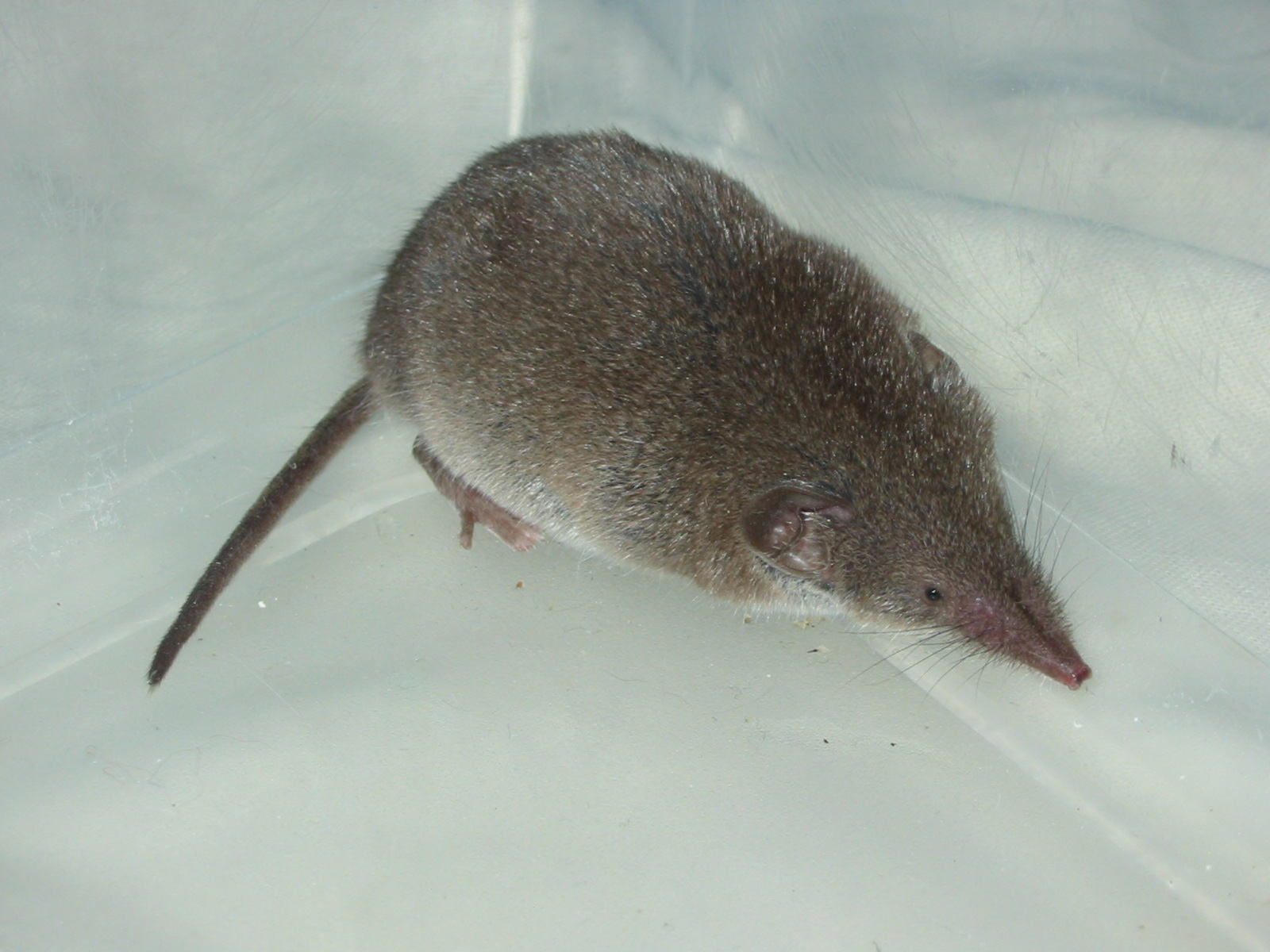
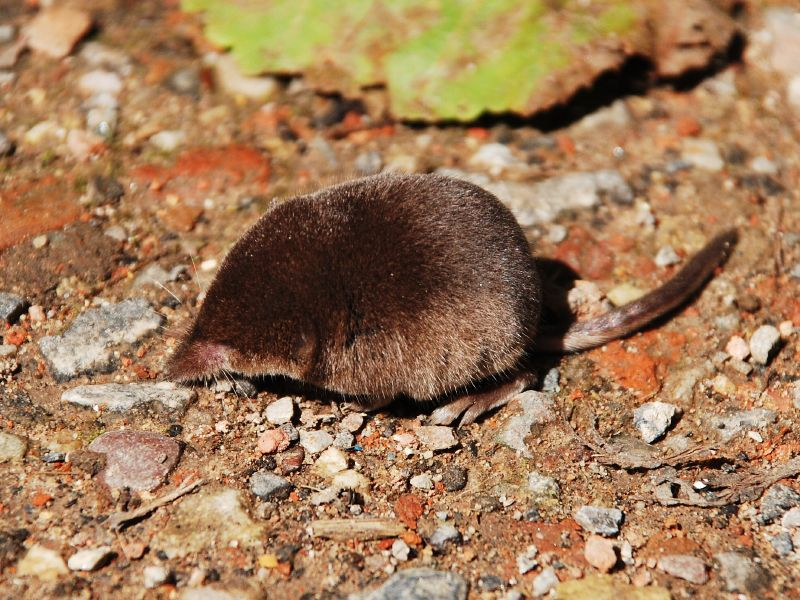
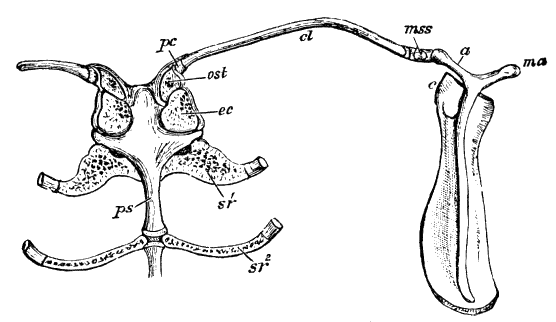